# 歯周ポケット掻爬術
歯周ポケット掻爬術（ししゅうポケットそうはじゅつ）とは、歯周外科手術の一つ。スケーラーを用い歯周ポケット内の炎症組織及び汚染セメント質を取り除くことで炎症の消退とそれによる歯周ポケットの減少をさせることで、清潔になった歯根面に新付着を期待する手術。一般的には長い上皮性の付着が生じる。

## 適応症
- 浅い骨縁上ポケットで歯肉縁下の付着物が確認しやすいもの。
- 炎症による浮腫のある歯肉
- 初期治療中の処置として、中等度あるいは高度に進行した歯周炎で外科処置が必要とされる症例で、炎症を軽減させ歯肉を収縮させることによってポケットを減少させることが必要な症例
- ポケットが深く比較的侵襲の大きい外科的処置が必要だが、全身疾患のため行えず、歯周ポケット掻爬術ならば行える症例

## 禁忌症
- 深く形態が複雑なポケットや骨縁下ポケット。
- 歯もしくは歯根の形態が複雑なためSRPが困難な症例。
- 線維性の増殖で、ある程度厚みのある歯肉。
- 付着歯肉が減少する場合。